# 高地製片公司
高地製片公司（英語：Higher Ground Productions），簡稱：高地（Higher Ground），是一家美國製作公司，由美國前總統巴拉克·奧巴馬和前第一夫人米歇爾·奧巴馬於2018年創立。

## 歷史
2018年5月，奧巴馬夫婦與Netflix簽署一份多年期協議，創立高地製片公司，製作電影和電視節目，公司的目標是在娛樂行業發出不同的聲音。 
米歇爾奧巴馬表示：「我一直相信講故事的力量可以激勵我們，讓我們以不同的方式思考周圍的世界，並幫助我們向他人敞開心扉。」 
2019 年 2 月，普莉婭·斯瓦米納森、東妮亞·戴維斯和卡德里亞·沙姆西德-迪恩加入高地公司，斯瓦米納森和戴維斯擔任聯席主管，沙姆西德-迪恩擔任創意主管。 
2019 年 6 月 6 日， Spotify宣佈與高地合作製作 Spotify 獨家播客。 米歇爾·奧巴馬作為第一位嘉賓，並於 2020 年 7 月 29 日首播。 
該公司的第一部電影是美國工廠，於 2019 年上映。
Netflix在米歇爾·奧巴馬巡回售書後發佈一部紀錄片《 成為這樣的我 》，宣傳她的同名回憶錄。 
高地公司正拍攝多個項目，包括改編自弗雷德里克·道格拉斯 ( Frederick Douglass )傳記的故事片、以二戰後紐約市時尚場景為背景的連續劇，以及紐約時報訃告欄目中突出死亡事件的腳本選集系列未被報道的非凡人物。 
2022 年 6 月，高地宣佈將終止與 Spotify 的合作夥伴關係，並與Audible簽署一項數百萬美元的多年期協議。 

## 獎項
2020 年，該公司憑借《美國工廠》紀錄片/非虛構類節目獲得奧斯卡最佳紀錄片獎和黃金時段艾美獎傑出導演獎。   

## 作品

### 劇情片
| 发布日期           | 名稱     | 笔记 |
| ------------------ | -------- | ---- |
| 2021 年 6 月 18 日 | 父亲身份 |      |
| 2021 年 9 月 3 日  | 值得     |      |
| 2023年 11 月 3 日  | 鲁斯汀   |      |
| 2023年 11 月 22 日 | 斷訊     |      |
| 待定               | 博德金   |      |

### 纪录片
| 发布日期            | 名稱                   | 笔记                                                 |
| ------------------- | ---------------------- | ---------------------------------------------------- |
| 2019 年 8 月 21 日  | 美国工厂               | 奥斯卡最佳纪录片奖 艾美奖纪录片/纪实类节目杰出导演奖 |
| 2020 年 3 月 25 日  | 希望之夏：身心障礙革命 | 奥斯卡最佳纪录片奖提名                               |
| 2020 年 5 月 6 日   | 变得                   | 提名黄金时段艾美奖杰出纪录片或纪实类特别节目         |
| 2022 年 10 月 21 日 | 后裔                   | [ 15 ] [ 16 ]                                        |

### 电视
| 发布日期           | 标题                    | 笔记                                                                                        |
| ------------------ | ----------------------- | ------------------------------------------------------------------------------------------- |
| 2021 年 9 月 28 日 | Ada Twist，科学家       | 面向儿童的教育性Netflix原创系列；以科学、技术、工程和数学为中心。杰出学龄前动画系列艾美奖。 |
| 2021 年 3 月 16 日 | 华夫饼+麻糬             | 面向儿童的教育性Netflix原创系列；以健康饮食为中心。                                         |
| 2021 年 7 月 4 日  | 我们人民                | 杰出短期节目艾美奖                                                                          |
| 2022 年 4 月 13 日 | 我们伟大的国家公园      | 艾美奖杰出解说员-巴拉克奥巴马(for "A World of Wonder")                                      |
| 2022 年 5 月 19 日 | 与 Adam Conover 的 G 字 | 亚当·科诺弗 ( Adam Conover ) 主演的以美国联邦政府为中心的《亚当毁了一切》的精神继承者       |

### 播客
| 发布日期                     | 标题                     | 笔记                      |
| ---------------------------- | ------------------------ | ------------------------- |
| 2020 年 7 月 29 日（首映）   | 米歇尔奥巴马播客         | 与 Spotify 独家合作制作。 |
| 2021 年 2 月 22 日（首映）   | 叛徒：生于美国           | 与 Spotify 独家合作制作。 |
| 2022 年 1 月 12 日（季首播） | 大热门节目：暮光之城     | 与 Spotify 独家合作制作。 |
| 2022 年 2 月 9 日（季首播）  | 大热门节目：给蝴蝶拉皮条 | 与 Spotify 独家合作制作。 |